# El amor de la estanciera
El amor de la estanciera es una obra de teatro, escrita en verso, fundacional del teatro argentino, que incorpora al gaucho como personaje. 
Fue escrita entre 1780 y 1795 y pertenece al género popular chico. De autor anónimo, es la pieza más antigua conocida del teatro argentino. 

## Argumento
La acción transcurre en el ambiente rural. Chepa, la hija de Pancha y Cancho, debe elegir con quien casarse; si con un pirata portugués llamado Marcos Figueira, que destila riqueza, o con el gaucho Juancho Perucho, que no acierta con sus comentarios. 
Cambiando de opinión por presunto interés, Chepa decide casarse con Juancho, despertando una reacción vengativa de Marcos, quien hace el ridículo al reclamar su amor. Marcos y Juancho se enfrentan en una pelea, en la cual Juancho sale victorioso. 
La obra termina con una fiesta en la cual Juancho y Chepa se casan, y Marcos Figueira termina siendo el cocinero.